# 부안 유천리 요지
부안 유천리 요지(扶安 柳川里 窯址)는 대한민국 전북특별자치도 부안군 보안면에 있는 고려시대의 도자기가마 터이다. 1963년 1월 21일 대한민국의 사적 제69호 부안유천리도요지로 지정되었다가, 2011년 7월 28일 부안 유천리 요지로 명칭이 변경되었다.

## 개요
굴포만이 있는 바닷가 앞의 넓은 들판에 자리하고 있는 가마터로, 토성으로 둘러싸인 안쪽 언덕에 주로 널려 있다. 모두 40여 곳으로 대부분 유천리를 동서로 가로지르는 도로의 남쪽에 모여 있고 북쪽 야산 기슭에도 10여 곳이 있다.
대체로 12세기 중엽에서 13세기 전반에 걸치는 시기의 것들이며, 11세기 말 이나 12세기 전반의 것도 약간 있다. 그 중 가장 우수한 도자기 조각이 나오는 곳은 12호 가마터 일대이다. 여기에서 발견되는 조각들은 최상급 고려자기의 모습을 보여주는데, 강진의 사당리 당전부락 가마터에서 발견되는 것과 거의 같은 수준이면서 백자·진사백자 종류는 훨씬 양이 많고 다양하다.
도자기의 형태는 접시·완(밥그릇)·발(대접)·매병(꽃병)·병·탁잔(술병) 들로 다양하며, 특히 높이 1m 이상의 매병은 크기·무늬·제작기술이 매우 뛰어나서 고려도자기의 새로운 면을 보여준다. 또한 ‘효문(孝文)’·‘조청(照淸)’이라는 글씨가 있어 고려 도자기 역사 연구에 귀중한 자료를 제공한다.
유천리 가마터는 강진 대구면 가마터 다음가는 우수한 재료와 제작기술을 이용하여 고려왕실과 귀족층이 사용하는 최상급 도자기를 생산한 곳으로서 매우 중요한 유적이다.

## 같이 보기
- 청자 상감운학문 매병 - 국보 제68호

## 참고 자료
- 부안 유천리 요지 - 국가유산청 국가유산포털